# Krausnick-Groß Wasserburg
Krausnick-Groß Wasserburg ist eine Gemeinde im Landkreis Dahme-Spreewald in Brandenburg. Sie wird vom Amt Unterspreewald verwaltet.

## Geografie
Krausnick-Groß Wasserburg liegt etwa 45 Kilometer nordwestlich von Cottbus und 60 Kilometer südsüdöstlich von Berlin. Inmitten des waldreichen Gemeindegebietes erheben sich die Krausnicker Berge (auch Bergspreewald genannt), deren höchste Erhebung, der Wehlaberg, mit 144 m ü. NHN etwa 100 Meter über dem östlich anschließenden Unterspreewald liegen. Im Norden der Gemeinde (in Groß Wasserburg) zweigt der Randkanal von der Spree (Wasserburger Spree) ab und führt im Baruther Urstromtal zum Köthener See, der über den Dahme-Umflutkanal mit dem Fluss Dahme verbunden ist.

## Gemeindegliederung

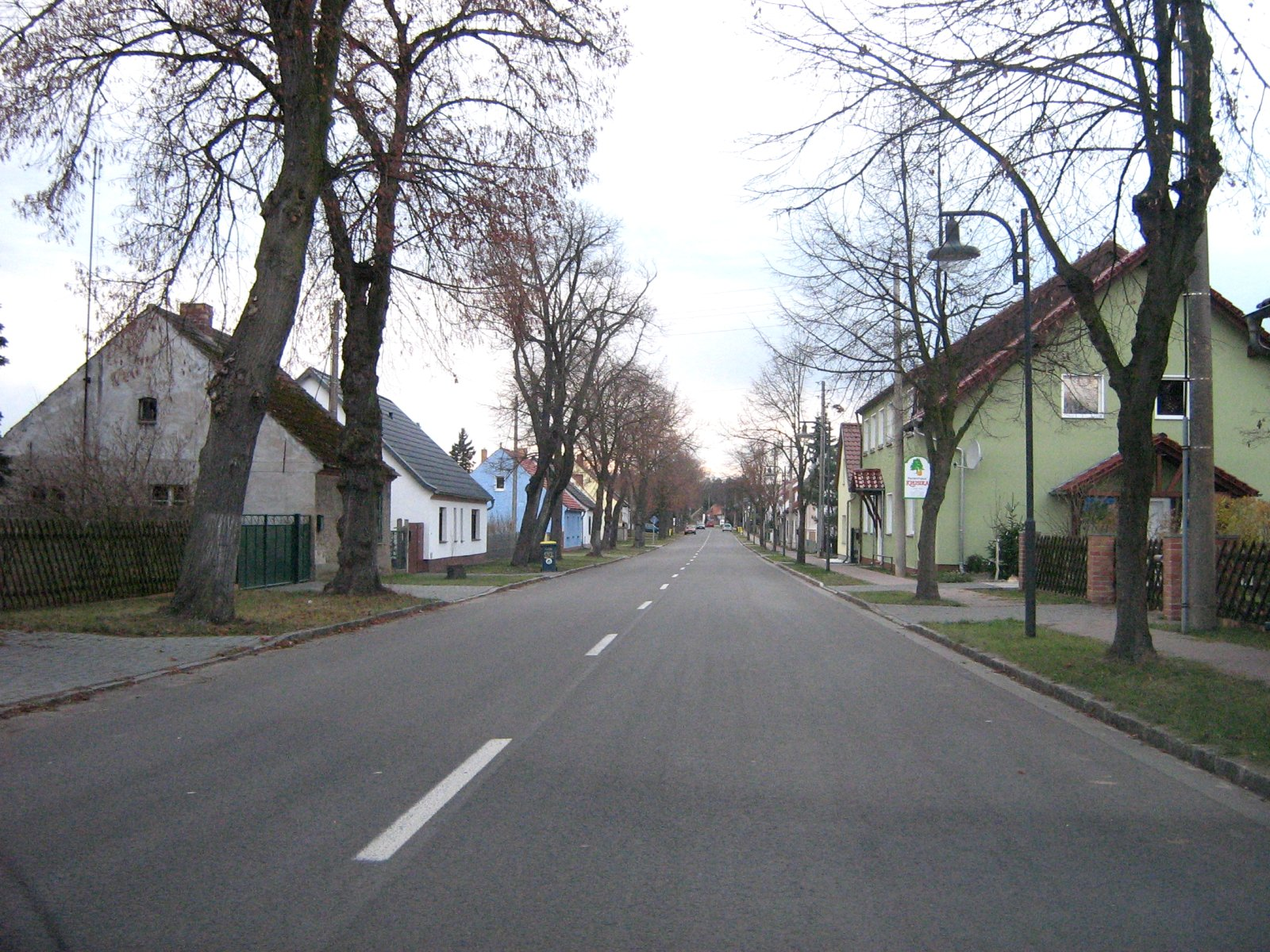
Dorfstraße in Krausnick

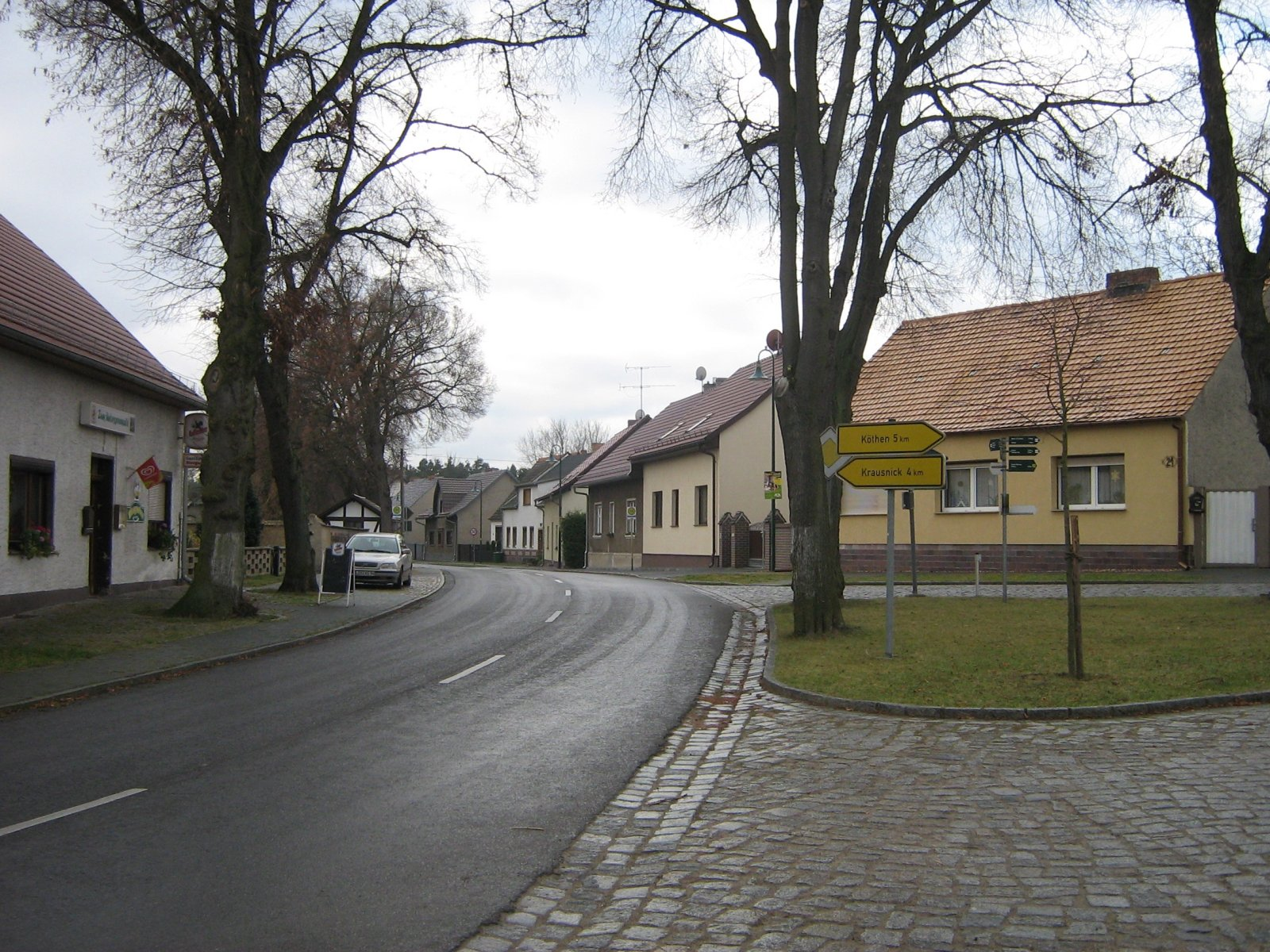
Dorfstraße in Groß Wasserburg

Zur Gemeinde gehören die Ortsteile Krausnick und Groß Wasserburg sowie die Wohnplätze Forsthaus Brand und Forsthaus Meierei sowie die abgegangenen Wohnplätze Bugk, Neue Schenke und Brandschäferei.

## Geschichte
Krausnick wurde 1376 erstmals urkundlich als Krusenigk erwähnt. Der Name ist auf das sorbische ksuswica = wilder Birnbaum zurückzuführen. Die erste Erwähnung des Ortes 1554 steht im Zusammenhang mit der Belehnung Wasserburgs durch Markgraf Johann von Brandenburg. Groß Wasserburg war damals ein Vorwerk von Krausnick. 1728 wurde das Gebiet der heutigen Gemeinde an Friedrich Wilhelm I. verkauft, der es als königliches Jagdrevier nutzte. Beide Dörfer gehörten seit 1816 zum Kreis Beeskow-Storkow in der Provinz Brandenburg und ab 1952 zum Kreis Lübben im DDR-Bezirk Cottbus. Seit 1993 liegen die Orte im brandenburgischen Landkreis Dahme-Spreewald.
Die Gemeinde entstand am 31. Dezember 2001 aus dem freiwilligen Zusammenschluss der bis dahin selbstständigen Gemeinden Krausnick und Groß Wasserburg.

## Bevölkerungsentwicklung
| Jahr | Krausnick | Groß Wasserburg |      | Jahr | Krausnick- Groß Wasserburg |
| ---- | --------- | --------------- | ---- | ---- | -------------------------- |
| 1875 | 871       | 241             | 2001 | 618  |                            |
| 1910 | 646       | 252             | 2005 | 632  |                            |
| 1939 | 723       | 245             | 2010 | 619  |                            |
| 1946 | 927       | 306             | 2015 | 600  |                            |
| 1950 | 815       | 287             | 2020 | 594  |                            |
| 1971 | 591       | 262             | 2021 | 611  |                            |
| 1990 | 466       | 228             | 2022 | 659  |                            |
| 1995 | 428       | 200             | 2023 | 678  |                            |
| 2000 | 416       | 207             | 2024 | 662  |                            |

Gebietsstand des jeweiligen Jahres, Einwohnerzahl: Stand 31. Dezember (ab 1991), ab 2011 auf Basis des Zensus 2011, ab 2022 auf Basis des Zensus 2022

## Politik

### Gemeindevertretung
Die Gemeindevertretung von Krausnick-Groß Wasserburg besteht aus acht Gemeindevertretern und dem ehrenamtlichen Bürgermeister. Die Kommunalwahl am 9. Juni 2024 führte bei einer Wahlbeteiligung von 66,8 % zu folgendem Ergebnis:
| Partei / Wählergruppe                                   | Stimmenanteil | Sitze |
| ------------------------------------------------------- | ------------- | ----- |
| Wählergruppe Für Krausnick-Groß Wasserburg              | 52,2 %        | 5     |
| Unabhängige Bürgervereinigung Krausnick-Groß Wasserburg | 31,3 %        | 2     |
| „WIR“ für Krausnick-Groß Wasserburg                     | 16,5 %        | 1     |

### Bürgermeister
- 2003–2019: Gerhard Buschick (parteilos)[8]
- seit 2019: Toni Schoan (Wählergruppe Für Krausnick-Groß Wasserburg)

Schoan wurde bei der Bürgermeisterwahl am 9. Juni 2024 ohne Gegenkandidat mit 74,8 % der gültigen Stimmen für eine weitere Amtszeit von fünf Jahren gewählt.

## Sehenswürdigkeiten

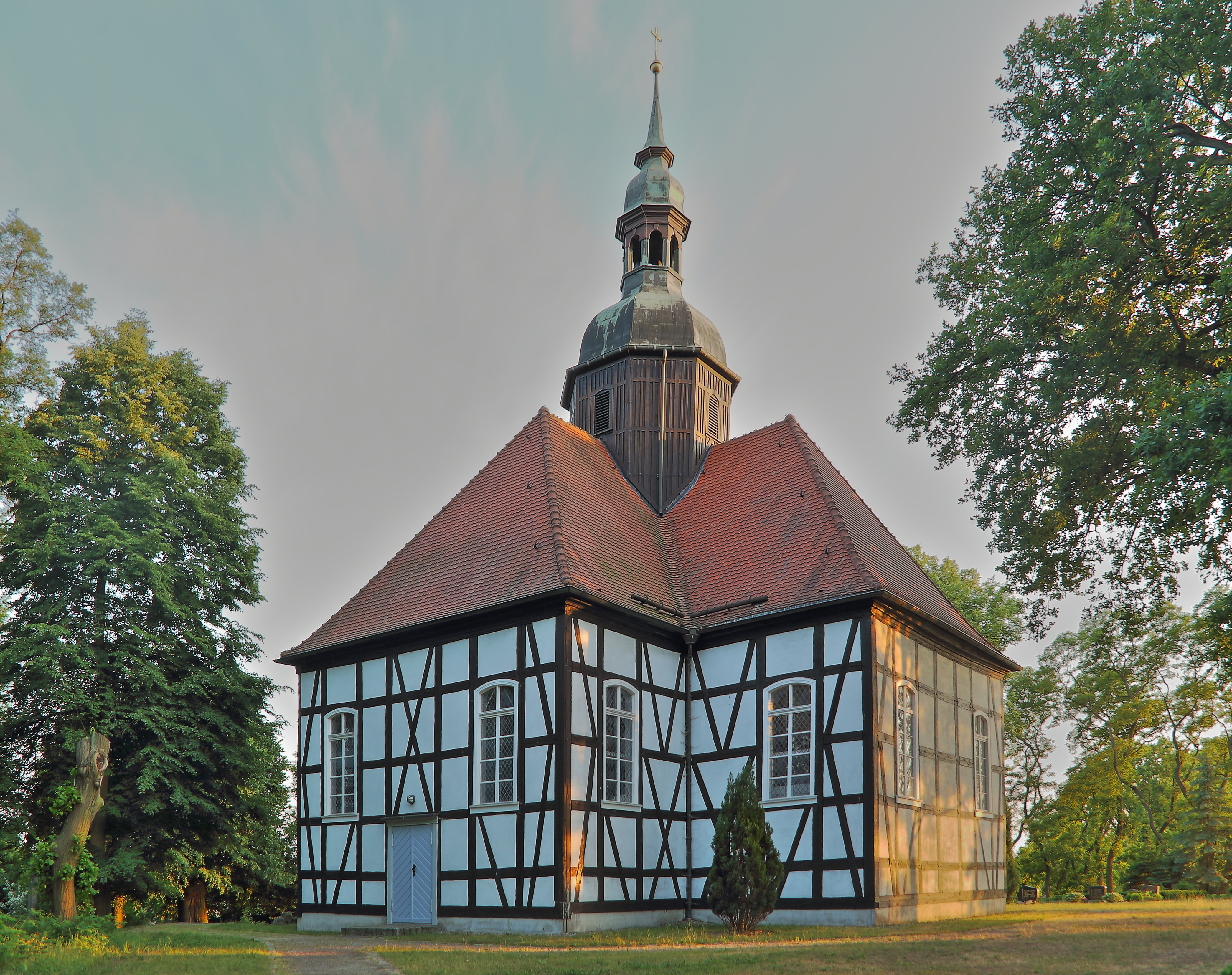
Dorfkirche Krausnick

In der Denkmalliste stehen die 1728 erbaute Krausnicker Fachwerkkreuzkirche sowie das Dorfgemeinschaftshaus, die ehemalige Dorfschule in Krausnick. Die Bodendenkmale sind in der Liste der Bodendenkmale in Krausnick-Groß Wasserburg aufgeführt.
Etwa sechs Kilometer westlich des Ortskerns von Krausnick, hinter der Gemeindegrenze zu Halbe, befindet sich das Freizeitbad Tropical Islands. Es entstand in der als Produktionsstätte für Cargolifter gebauten, weltgrößten freitragenden Halle.

## Wirtschaft und Infrastruktur

### Wirtschaft

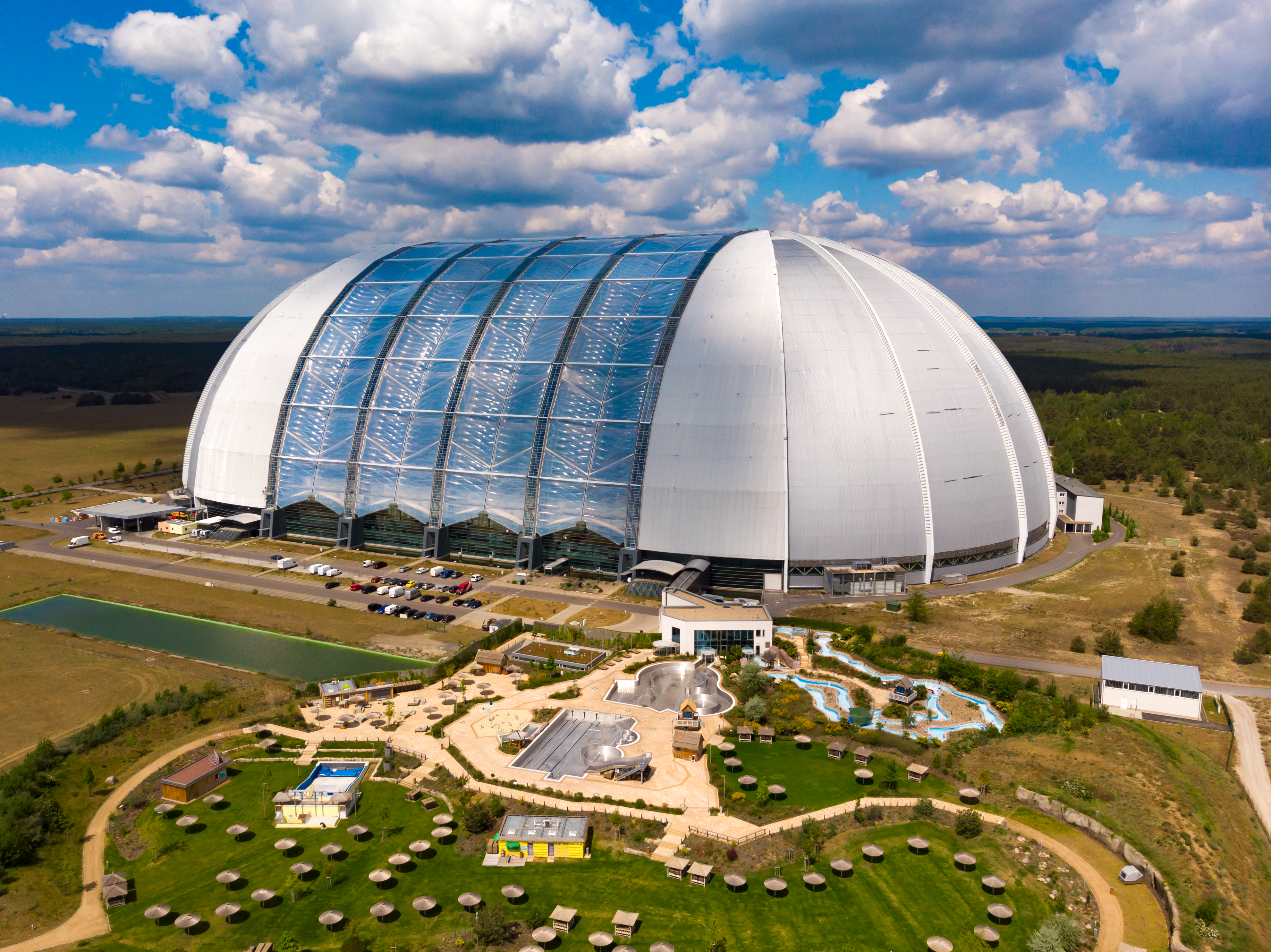
Tropical Islands

Das Wirtschaftsprofil der Gemeinde wird durch Land- und Forstwirtschaft sowie den Tourismus bestimmt (Reiterhof, Kahnverleih, nahe gelegenes Freizeitbad „Tropical Islands“).

### Verkehr
Die Gemeinde liegt an der Landesstraße L 71 zwischen Dahme und Leibsch. Etwa zehn Kilometer südwestlich verläuft die Bundesautobahn 13 Berlin–Dresden mit den Anschlussstellen Freiwalde und Staakow.
Die nächsten Bahnstationen sind Schönwalde (Spreewald) und Brand Tropical Islands an der Strecke Berlin–Cottbus. Sie werden von der Regionalbahn, Linie RB 24 Eberswalde–Berlin–Senftenberg bedient.

## Persönlichkeiten
- Reiner Schwalme (* 1937), Karikaturist, lebt in Groß Wasserburg